# Michael Dwyer
Michael Dwyer (2 mei 1951 - 1 januari 2010) was een Ierse journalist en filmrecensent. Hij schreef meer dan twintig jaar achtereen voor The Irish Times.